# Madelon Stockwell
Madelon Louisa Stockwell, épouse Turner, née en 1845 à Albion et morte le 7 juin 1924 à Kalamazoo, est la première américaine à avoir été admise à l’université du Michigan. Stockwell Hall (1940), une des résidences de l’université, porte son nom, ainsi que la Stockwell Memorial Library, la bibliothèque de l’Albion College où elle a étudié.

## Biographie

### Enfance et adolescence
Madelon Stockwell est la fille de Louisa Peabody (1819-1904) et du Révérend Charles Franklin Stockwell (1817-1850), président de l'Albion College de 1843 à 1845. La famille connaissant des difficultés financières, Charles Stockwell part pour l’Ouest américain pour participer à la Ruée vers l'or en Californie. Ayant embarqué à New-York, il meurt pendant son voyage et est enterré en mer. Madelon Stockwell est orpheline à cinq ans.
Elle étudie au Kalamazoo College (en) et à Albion College. Première de sa classe (valedictorian), elle reçoit son diplôme en 1862.

### Première femme admise à l'université du Michigan
Pendant plus de cinq décennies, l'université du Michigan, fondée en 1817, n'accepte que les hommes. Dans les années 1860, les contribuables du Michigan commencent à demander que leurs filles aient aussi accès à l'université d'état. En janvier 1870, les administrateurs résolvent d'accepter toute personne qualifiée pour les études.
Madelon Stockwell est proche de Lucinda Hinsdale Stone, éducatrice activiste de Kalamazoo se battant pour la mixité en éducation, auprès de qui elle a suivi des cours. Quand cette dernière apprend la décision de l'université du Michigan, elle pousse immédiatement Madelon Stockwell à faire sa demande. À Ann Arbor, siège de l'université, Stockwell passe un examen d'entrée plus long et plus difficile que celui donné aux étudiants, elle est acceptée comme étudiante de deuxième année et, en février 1870, commence ses études en lettres classiques, seule femme parmi 1 100 étudiants. L'automne suivant, l'université accepte trente-trois autres étudiantes. Madelon Stockwell reçoit son diplôme en 1872.

### Après l'université

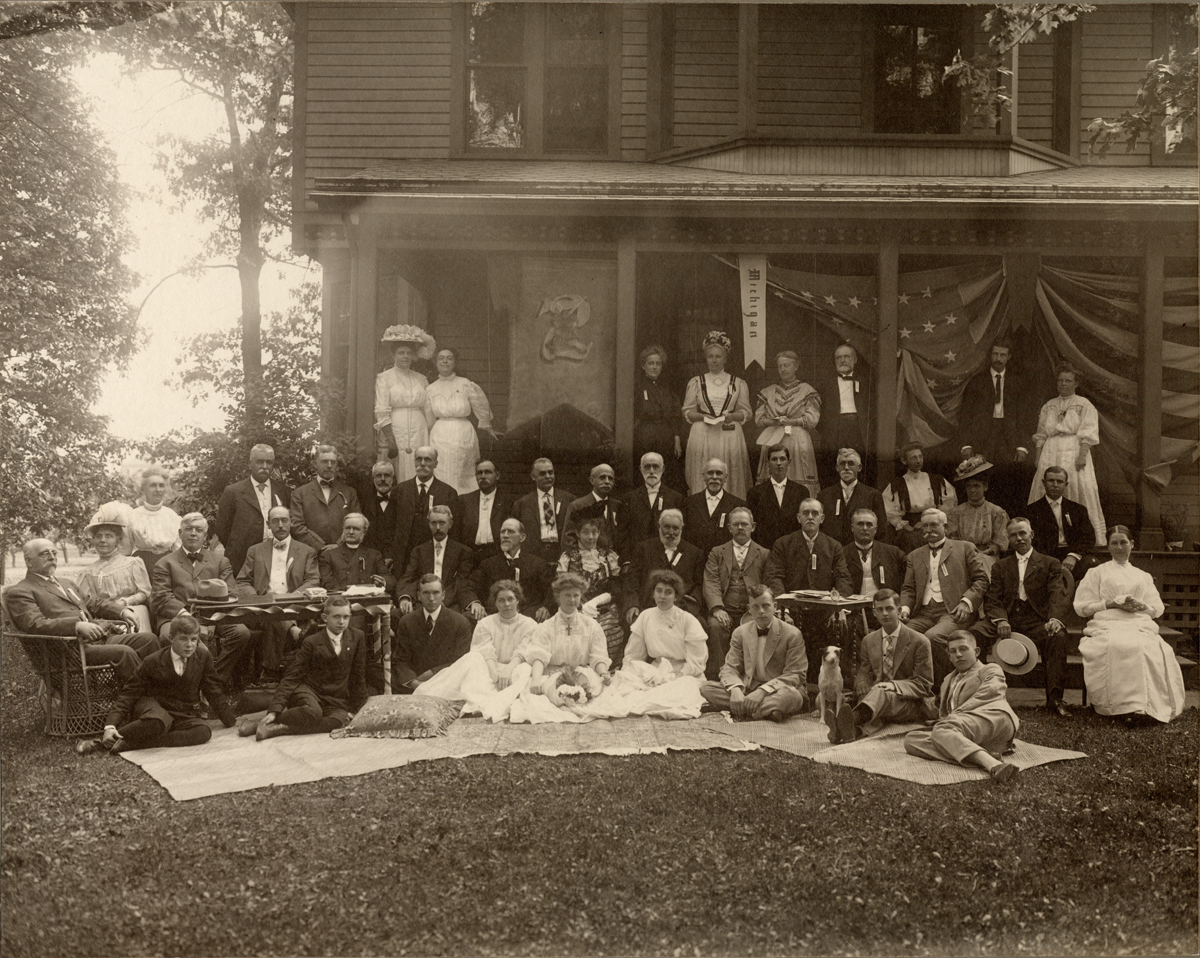
Université du Michigan, promotion de 1872 : 35e réunion chez Evart A. Scott à Ann Arbor, le 18 juin 1907. Stockwell est au deuxième rang, au centre.

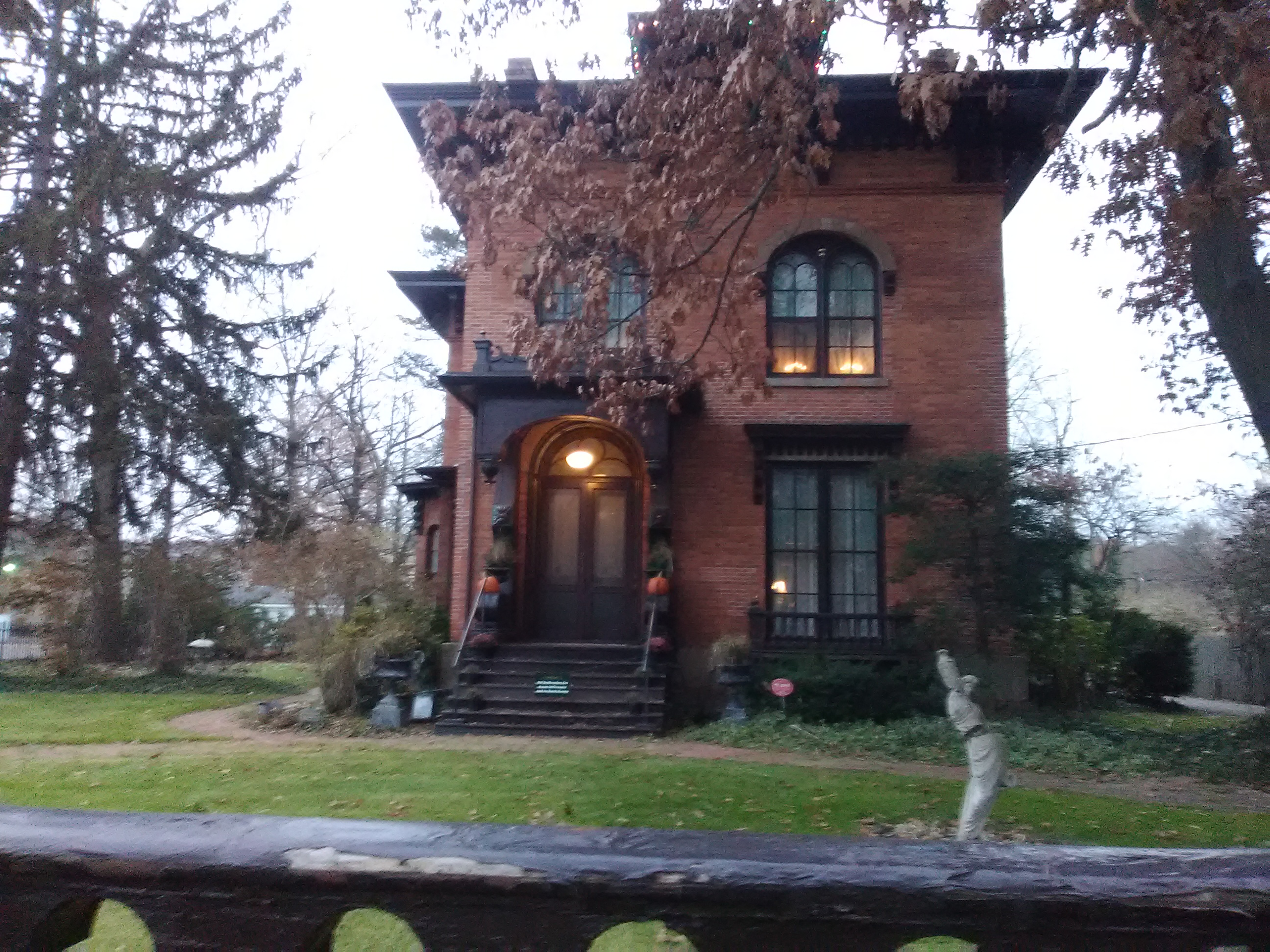
Villa de Madelon Stockwell à Kalamazoo

En 1873, Stockwell épouse Charles King Turner (1843-1880), le compagnon de cours dont elle a partagé le pupitre, les étudiants étant assis en classe par ordre alphabétique. Charles tombe malade de tuberculose et le couple part au Colorado puis en Californie dans l'espoir d'une guérison. Turner meurt en 1880 et Madelon Stockwell ne se remariera pas.
Stockwell s'installe à Kalamazoo avec sa mère et son beau-père, William Johnson, propriétaire d'une entreprise pharmaceutique qui, à sa mort, laisse sa fortune à sa femme et à sa belle-fille. Stockwell fait partie d'une association littéraire pour femmes, donne des conférences sur l'anglais et le grec, leur culture et leur littérature, et peint. Elle se considère comme une étudiante éternelle et apprend l'italien, l'espagnol, le français et l'hébreu. Parallèlement, elle investit astucieusement sa fortune dans l'immobilier. Elle retourne à Ann Arbor pour la 35e réunion de sa promotion en 1907, et pour le 75e anniversaire de la fondation de l'université du Michigan en 1912. À cette occasion, les administrateurs de l'université lui confèrent un doctorat honoris causa en récompense de son statut de pionnière.
Madelon Stockwell se retire peu à peu de la vie publique et passe les dernières années de sa vie en recluse. Elle meurt en 1924 dans la villa de style italianisant qu'elle avait héritée de son beau-père.

## Postérité

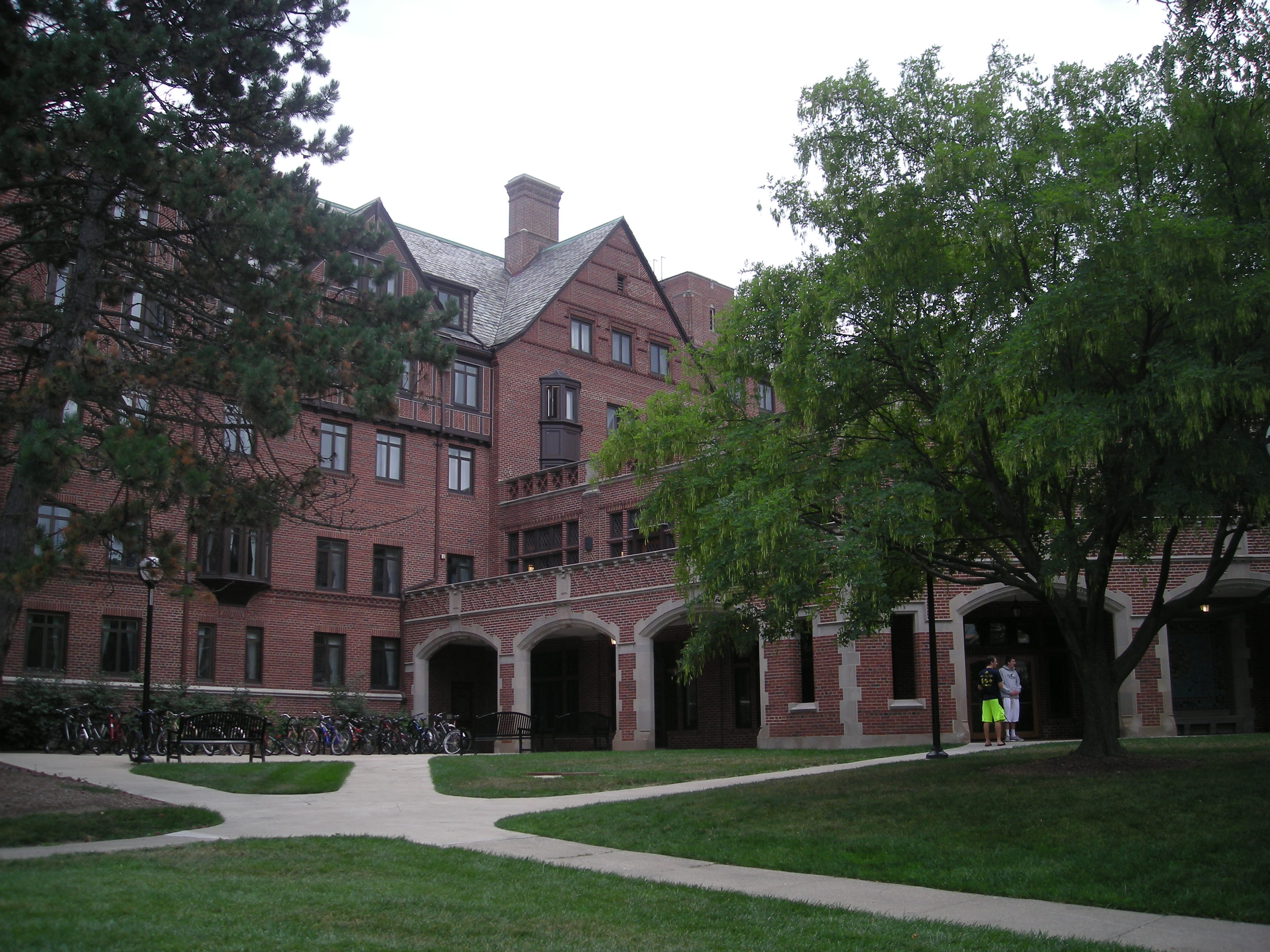
Stockwell Hall, université du Michigan.

À sa mort, Madelon Stockwell laisse la majeure partie de sa considérable fortune à Albion College pour la construction d'une bibliothèque au nom de ses parents, la Stockwell Memorial Library. En 1988, Albion College publie le journal tenu par Madelon Stockwell pendant son adolescence.
En 1940, l'université du Michigan donne son nom à une nouvelle résidence pour étudiantes, Stockwell Hall, résidence mixte depuis 2009.